# إفريثانغز كربت
إفريثانغز كُربت (بالإنجليزية: Everythang's Corrupt) هو ألبوم الأستديو العاشر القادم من مغن الراب آيس كيوب، والذي أصدر في 7 ديسمبر 2018.

## الأغاني المنفردة
أول أغنية في الألبوم، "أريست ذا بريزيدنت"، تم إصدارها في 9 نوفمبر 2018.

## قائمة الأغاني
| الرقم | الأغنية             | كلمات        | المدة |
| ----- | ------------------- | ------------ | ----- |
| 1     | "أريست ذا بريزيدنت" | أوشيا جاكسون | 3:54  |

## روابط خارجية
- إفريثانغز كربت على موقع ميتاكريتيك (الإنجليزية)
- إفريثانغز كربت على موقع أول موفي (الإنجليزية)